# Dieupentale
Dieupentale (okzitanisch: Diupentala) ist eine französische Gemeinde mit 1.644 Einwohnern (Stand: 1. Januar 2022) im Département Tarn-et-Garonne in der Region Okzitanien. Sie gehört zum Arrondissement Montauban und ist Teil des Kantons Verdun-sur-Garonne (bis 2015: Kanton Grisolles). Die Einwohner werden Dieupentalais genannt.

## Geographie
Dieupentale liegt etwa 18 Kilometer südsüdwestlich von Montauban am Canal des Deux Mers. An der nordöstlichen Gemeindegrenze verläuft das Flüsschen Rieu Tort zum Tarn. Umgeben wird Dieupentale von den Nachbargemeinden Bessens im Norden, Campsas im Nordosten, Canals im Osten und Südosten, Grisolles im Süden sowie Verdun-sur-Garonne im Westen.
Durch die Gemeinde führt die frühere Route nationale 123. Der Bahnhof der Gemeinde liegt an der Bahnstrecke Bordeaux–Sète und wird im Regionalverkehr mit TER-Zügen bedient.

## Bevölkerung
| Jahr      | 1962 | 1968 | 1975 | 1982 | 1990 | 1999 | 2006  | 2017  |
| --------- | ---- | ---- | ---- | ---- | ---- | ---- | ----- | ----- |
| Einwohner | 549  | 584  | 614  | 617  | 662  | 733  | 1.016 | 1.700 |

## Sehenswürdigkeiten
- Kirche Saint-Pierre auf den Ruinen eines gallorömischen Tempels im 12. Jahrhundert errichtet, heutiges Gebäude aus dem 17. Jahrhundert, Monument historique
- Haus von Laparre de Saint-Sernin aus dem Jahre 1755, Monument historique
- Altes Rathaus

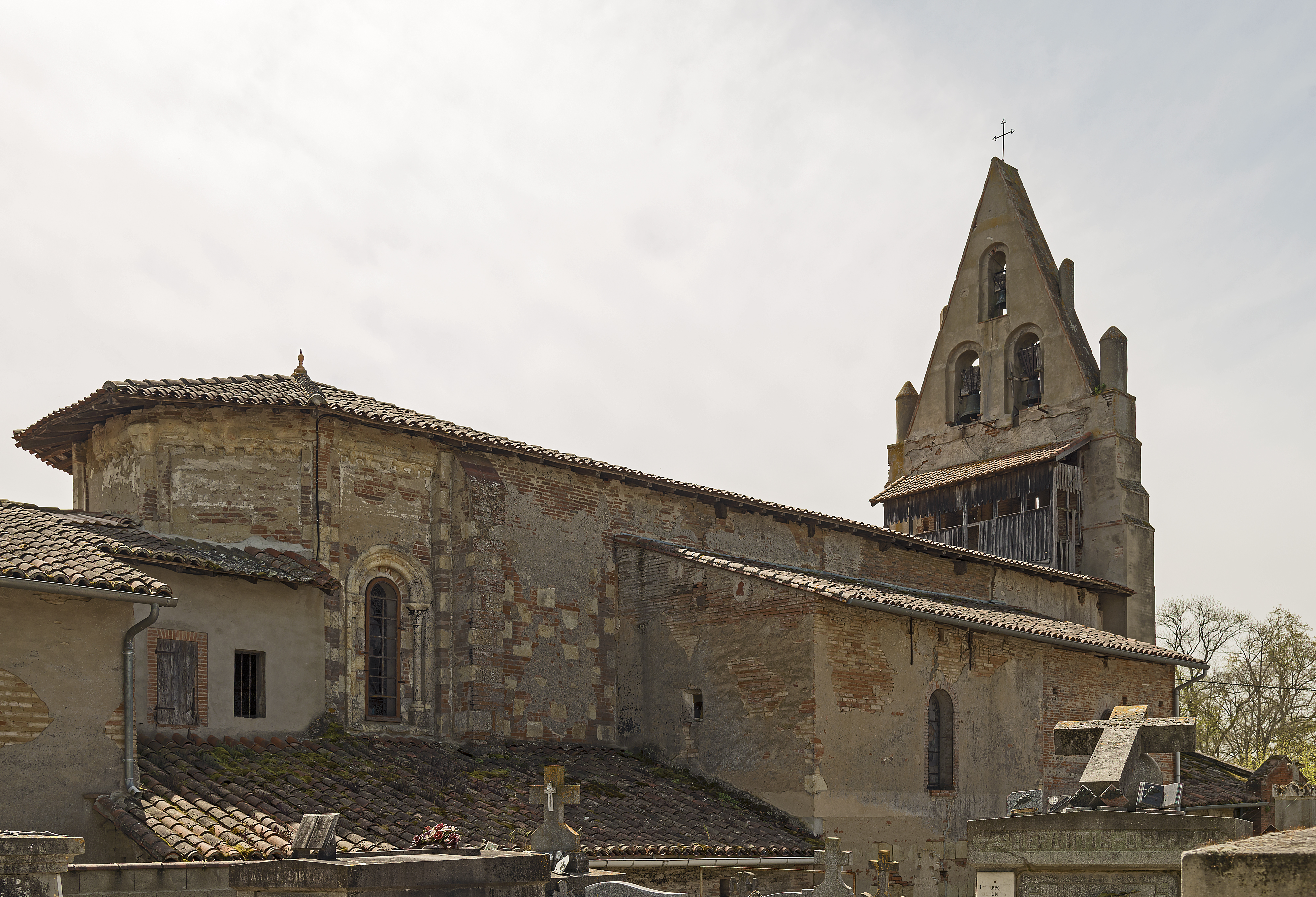
Kirche Saint-Pierre
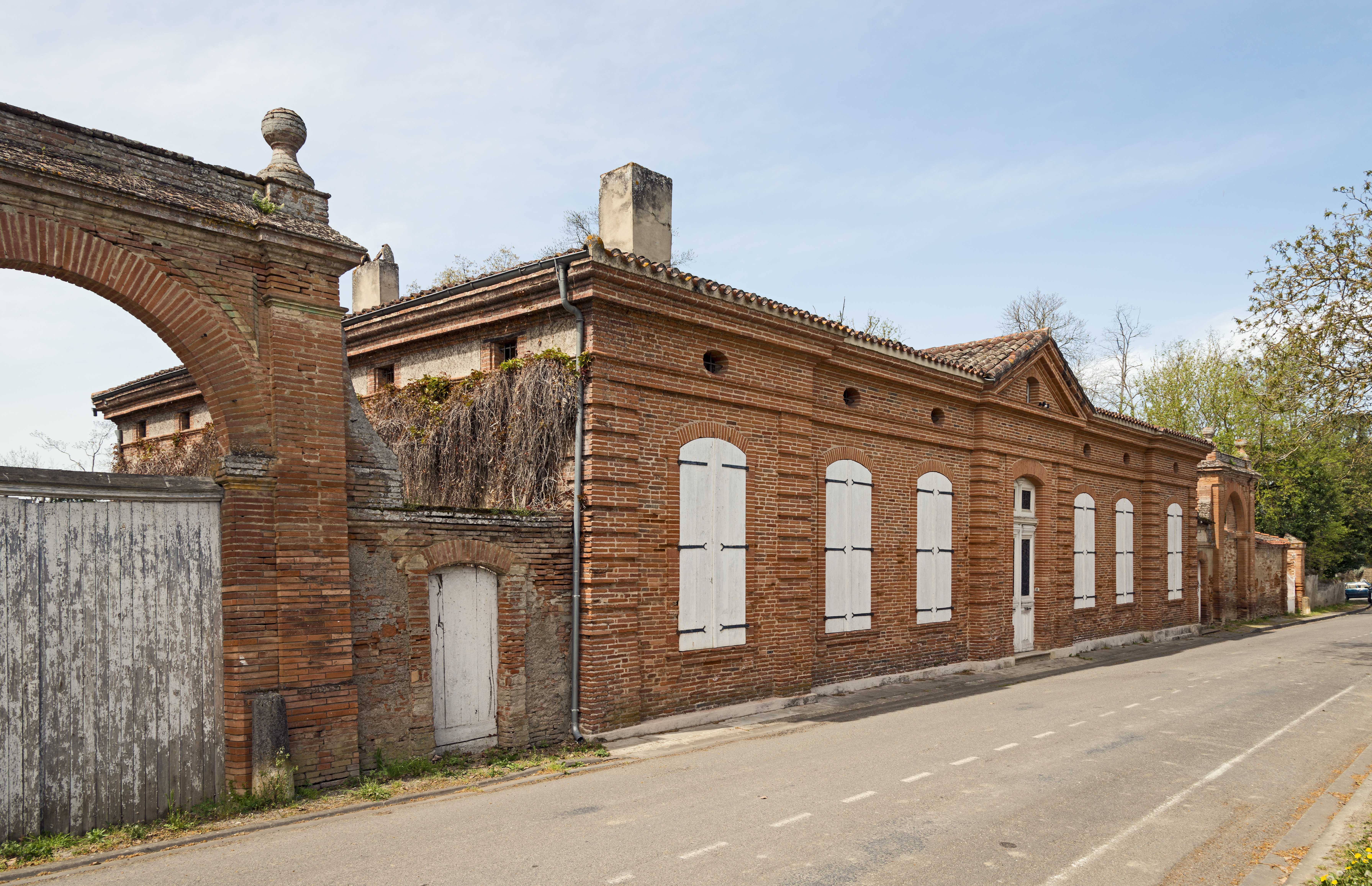
Haus von Laparre de Saint-Sernin
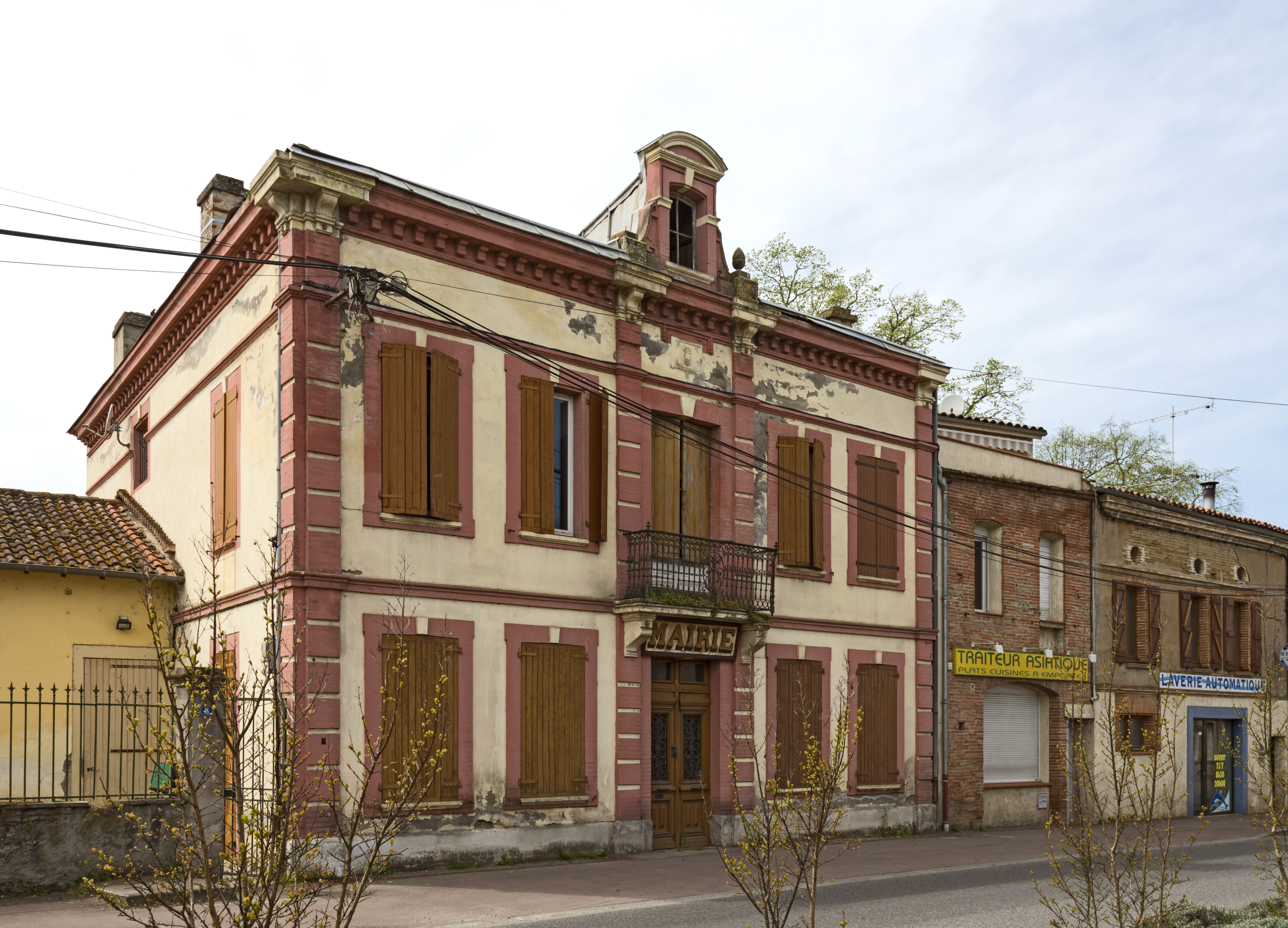
Altes Rathaus